# Drogo-Sakramentar

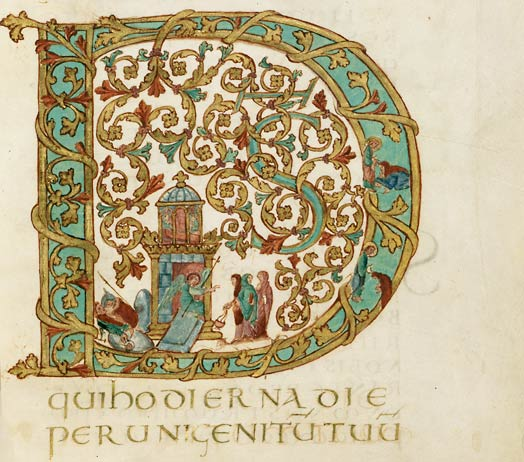
Drogo-Sakramentar, fol. 58r

Das Drogo-Sakramentar ist eine karolingische Bilderhandschrift, die zwischen 850 und 855 in Metz entstand. Auftraggeber des Sakramentars war Erzbischof Drogo von Metz (823–855), ein illegitimer Sohn Karls des Großen. Es war für den Gebrauch in der Kathedrale von Metz bestimmt. Der Stil der Metzer Buchmalerei knüpfte an die Hofschule Karls des Großen an.
Der Codex umfasst 130 Pergamentblätter. Deren Format beträgt 265 × 210 mm. Der Buchschmuck besteht aus 43 historisierten Initialen, d. h. Zierbuchstaben mit figürlichen szenischen Darstellungen. Alle Überschriften und Teile des Texts sind mit Goldtinte geschrieben, der größte Teil des Textes in karolingischer Minuskel von einer einzigen Hand mit fast ausschließlich brauner Tinte, mit einigen Zusätzen oder Korrekturen unterschiedlicher Hände.
Der Einband im Format 280 × 225 mm besteht aus grünem, ursprünglich blauem Samt auf einem wohl aus dem 18. Jahrhundert stammenden Holzrahmen, in dem auf Vor- und Rückseite jeweils neun geschnitzte Elfenbeintafeln, auf der Vorderseite mit Darstellungen aus dem Leben Christi und der Tauf- und Weiheliturgie, auf der Rückseite mit solchen aus der Messliturgie im römischen Ritus, eingefügt sind. Die Elfenbeintafeln stammen aus Metz und werden auf die Mitte des 9. Jh. datiert.
Die Handschrift blieb im Besitz der Metzer Kathedrale, bis sie 1802 nach Paris gebracht wurde. Heute befindet sich die Prachthandschrift in der Pariser Bibliothèque nationale (Ms. lat. 9428).

## Galerie

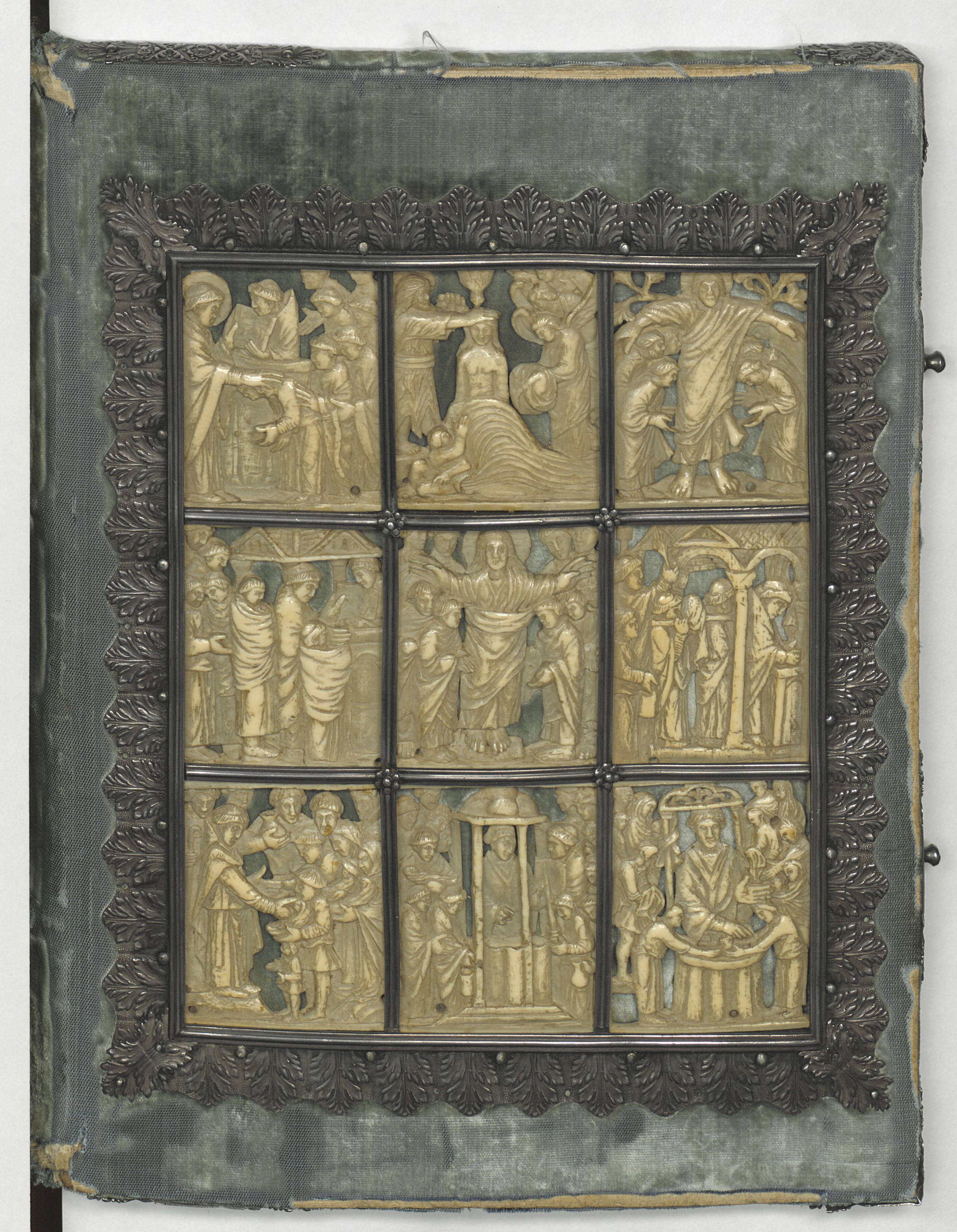
Vorderdeckel des Einbandes
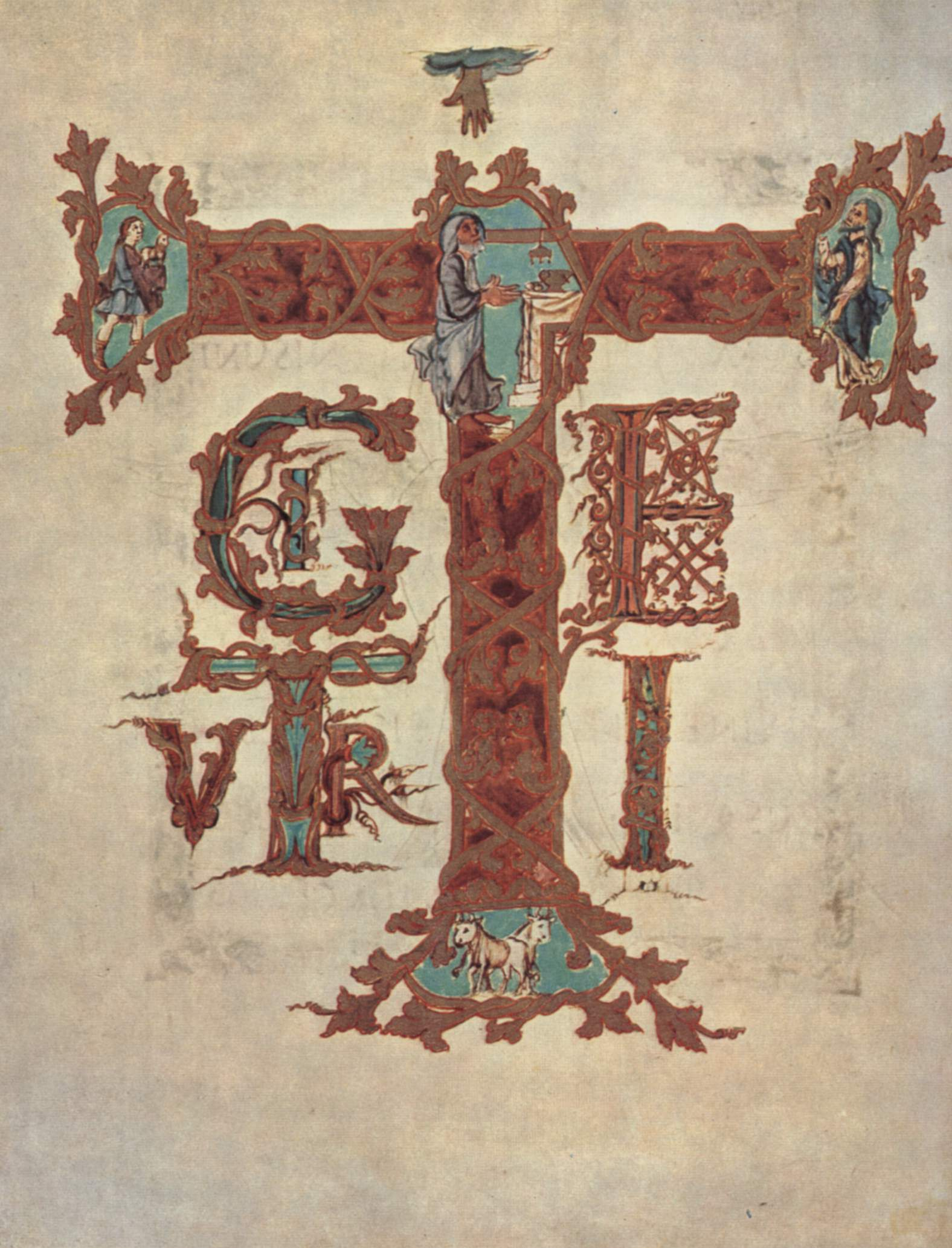
fol. 15v
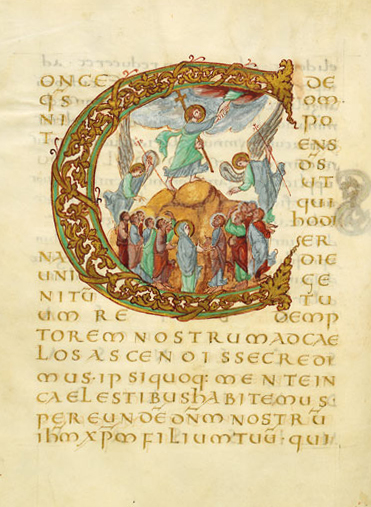
fol. 71v
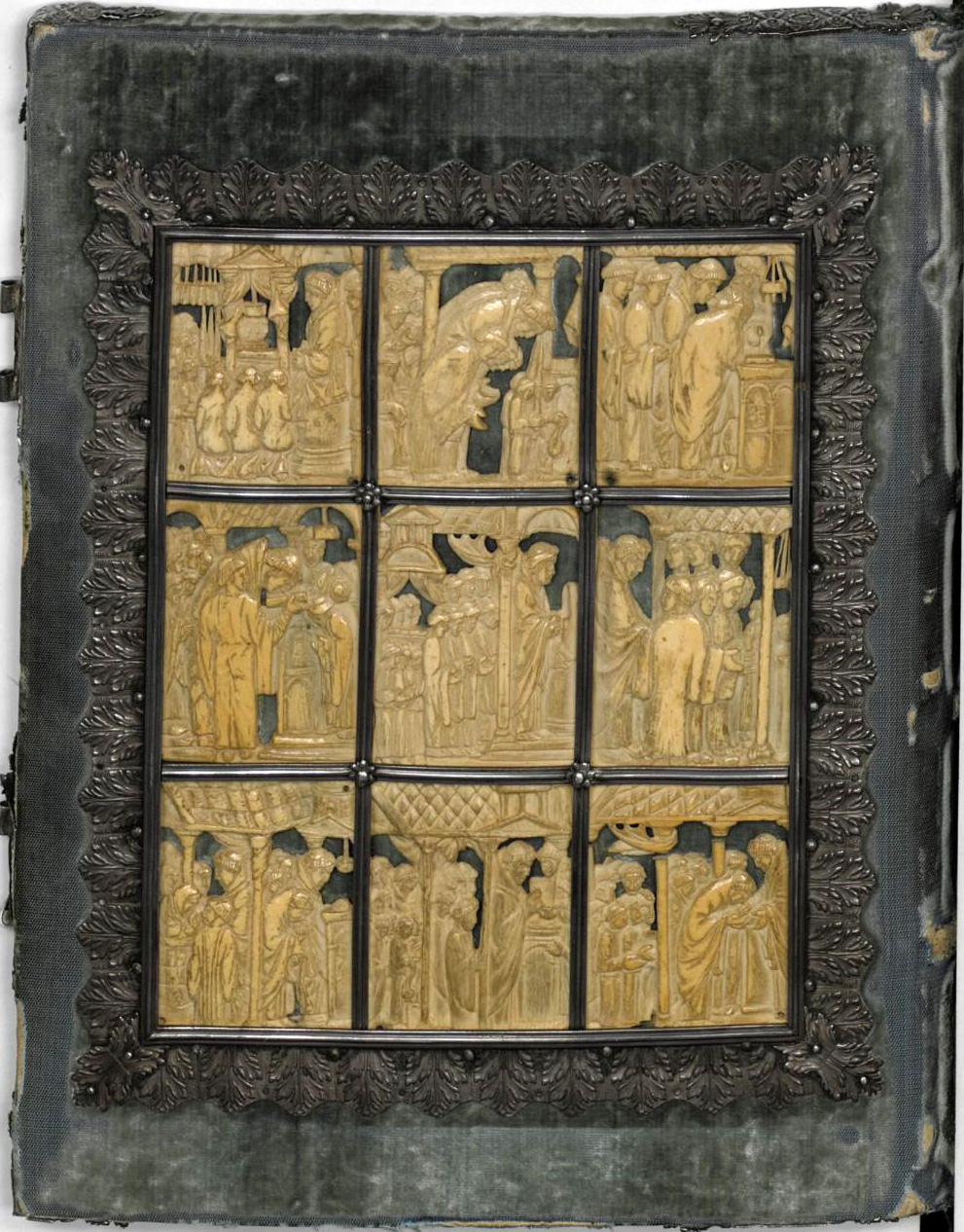
Rückdeckel des Einbandes